# Veuzain-sur-Loire
Veuzain-sur-Loire est une commune nouvelle, située dans le département de Loir-et-Cher en région Centre-Val de Loire, créée le 1er janvier 2017.
Elle est issue du regroupement de deux communes : Onzain et Veuves, qui sont devenues « communes déléguées ».
Son chef-lieu est fixé à Onzain.

## Géographie
Les communes limitrophes sont  Cangey, Chaumont-sur-Loire, Mesland, Monteaux, Mosnes, Rilly-sur-Loire, Santenay et Valloire-sur-Cisse.

### Territoire
En additionnant les surfaces de ses deux communes déléguées, Veuzain-sur-Loire accumule un total de presque 38 km2, étalés au centre-ouest du Loir-et-Cher, sur la rive droite de la Loire, en face des communes de Chaumont et de Rilly-sur-Loire.
La commune nouvelle possède sur son territoire deux gares ferroviaires :
- la gare d'Onzain–Chaumont-sur-Loire (où tous les trains régionaux s'arrêtent),
- la gare de Veuves–Monteaux (aux passages plus rares en journée).

Les deux gares sont situées sur la ligne de Paris-Austerlitz à Bordeaux-Saint-Jean et 5 km les séparent à vol d'oiseau. Deux routes existent de part et d'autre de la voie ferrée pour rejoindre les deux gares : le Chemin du Roi au nord, et le Chemin d'Art au sud.

### Localisation et communes limitrophes
La commune de Veuzain-sur-Loire se trouve au centre-ouest du département de Loir-et-Cher, dans la petite région agricole des Vallée et Coteaux de la Loire,. À vol d'oiseau, elle se situe à 15,2 km  de Blois, préfecture du département. La commune fait en outre partie du bassin de vie d'Onzain.
Les communes les plus proches sont : Chaumont-sur-Loire (2,4 km), Mesland (3,9 km), Rilly-sur-Loire (4,7 km), Monteaux (4,8 km), Valloire-sur-Cisse (5,9 km) et Candé-sur-Beuvron (6,7 km).

### Paysages et relief
Dans le cadre de la Convention européenne du paysage, adoptée le 20 octobre 2000 et entrée en vigueur en France le 1er juillet 2006, un atlas des paysages de Loir-et-Cher a été élaboré en 2010 par le CAUE de Loir-et-Cher, en collaboration avec la DIREN Centre (devenue DREAL en 2011), partenaire financier. Les paysages du département s'organisent ainsi en huit grands ensembles et 25 unités de paysage,. La commune fait partie de deux unités de paysage : « la Loire et la Cisse » et « la vallée de la Cisse blésoise ».
La Cisse, entrée dans le Val de Loire à Valencisse, qui y dessine « une vallée dans la vallée », est contrainte de longer le coteau de la rive droite par le bombement médian de la plaine. Cet affluent est particulièrement représentatif de cette originalité propre à la Loire, puisqu'il longe le fleuve sur 40 kilomètres avant d'y mêler ses eaux.
La Cisse naît sur le plateau de Beauce, mais elle ne présente vraiment un profil de vallée qu'à partir de Saint-Bohaire, où les coteaux sont visuellement marqués et s'élèvent à 25 mètres de haut. Plus à  l'aval, autour de Valencisse, ils atteignent 45 mètres et retrouvent une trentaine de mètres à l'approche de la vallée de la Loire. Le dessin de la vallée est renforcé par la platitude de son fond qui contraste avec la vigueur de ses coteaux. Les nombreux méandres et les boucles de Valencisse enrichissent la morphologie de la Cisse, qui déroule progressivement un paysage tout en souplesse.
L'altitude du territoire communal varie de 41 mètres à 119 mètres,.

### Hydrographie

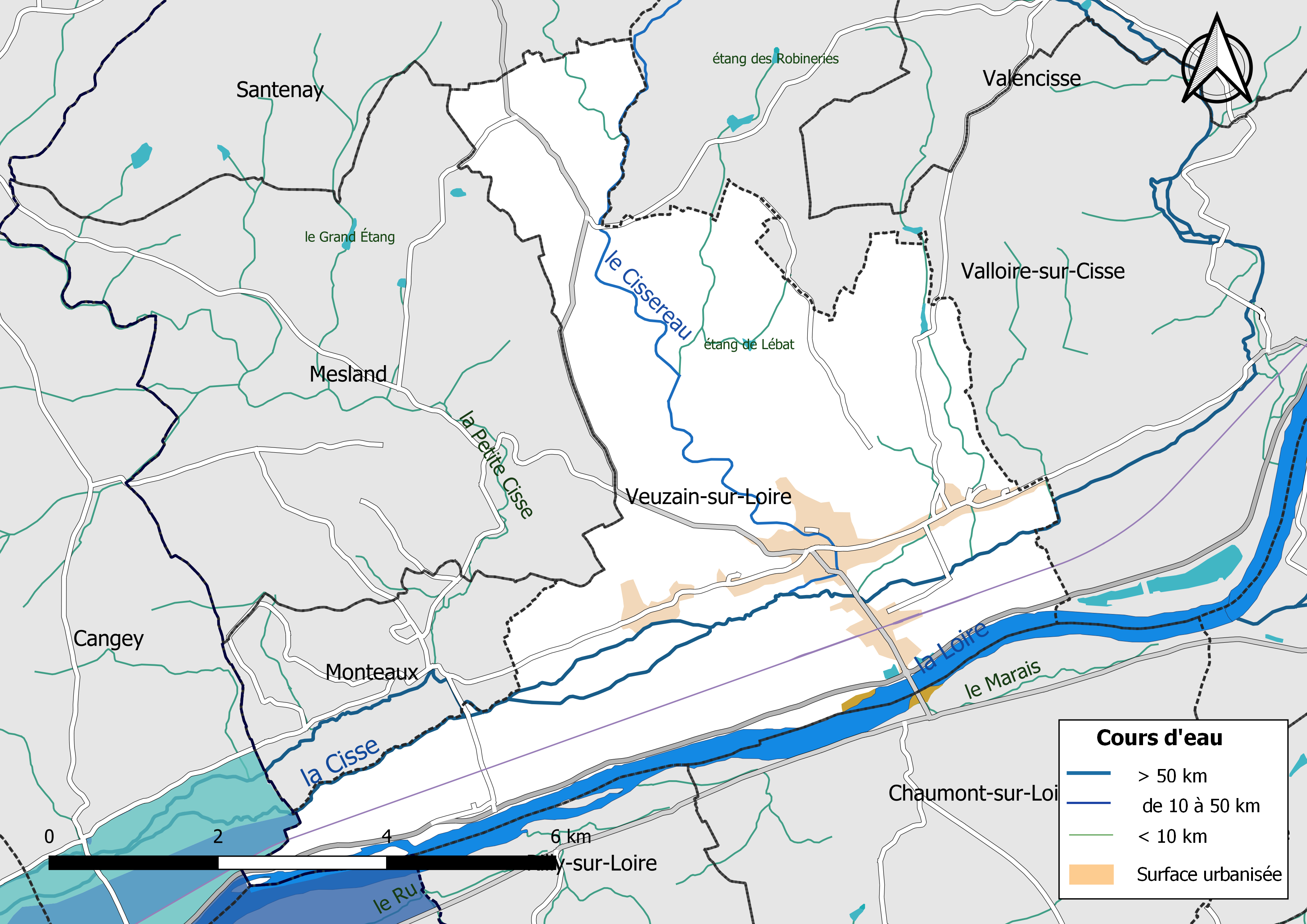
Réseau hydrographique de Veuzain-sur-Loire.

La commune est drainée par la Cisse (4,775 km), la Loire (1,362 km), le Cissereau (8,542 km) et par divers petits cours d'eau, constituant un réseau hydrographique de 27,46 km de longueur totale,.
La Cisse traverse la commune du nord-est vers le sud-ouest. D'une longueur totale de 87,7 km, elle prend sa source dans la commune de Rhodon et se jette  dans la Loire à Rochecorbon (37), après avoir traversé 23 communes.
Le cours de la Loire s'insère dans une large vallée qu'elle a façonnée peu à peu depuis des milliers d'années. Elle traverse d'est en ouest le département de Loir-et-Cher depuis Saint-Laurent-Nouan jusqu'à Veuves, avec un cours large et lent. La Loire présente des fluctuations saisonnières de débit assez marquées.
Le Cissereau traverse la commune du nord au sud. D'une longueur totale de 14,3 km, il prend sa source dans la commune de Valencisse et se jette  dans la Cisse à Veuzain-sur-Loire, après avoir traversé 3 communes.
La Cisse est un cours d'eau de première catégorie, où le peuplement piscicole dominant est constitué de salmonidés (truite, omble chevalier, ombre commun, huchon), alors que la Loire et Nom inconnu sont deux cours d'eau de deuxième catégorie, où le peuplement piscicole dominant est constitué de poissons blancs (cyprinidés) et de carnassiers (brochet, sandre et perche).

### Climat
Pour des articles plus généraux, voir Climat du Centre-Val de Loire et Climat de Loir-et-Cher.
En 2010, le climat de la commune est de type climat océanique dégradé des plaines du Centre et du Nord, selon une étude du CNRS s'appuyant sur une série de données couvrant la période 1971-2000. En 2020, Météo-France publie une typologie des climats de la France métropolitaine dans laquelle la commune est exposée à un climat océanique altéré et est dans la région climatique Moyenne vallée de la Loire, caractérisée par une bonne insolation (1 850 h/an) et un été peu pluvieux.
Pour la période 1971-2000, la température annuelle moyenne est de 11,1 °C, avec une amplitude thermique annuelle de 15,1 °C. Le cumul annuel moyen de précipitations est de 665 mm, avec 11,2 jours de précipitations en janvier et 7,2 jours en juillet. Pour la période 1991-2020, la température moyenne annuelle observée sur la station météorologique de Météo-France la plus proche, sur la commune de Limeray à 11 km à vol d'oiseau, est de 12,2 °C et le cumul annuel moyen de précipitations est de 670,2 mm,. Pour l'avenir, les paramètres climatiques de la commune estimés pour 2050 selon différents scénarios d'émission de gaz à effet de serre sont consultables sur un site dédié publié par Météo-France en novembre 2022.

### Milieux naturels et biodiversité

#### Sites Natura 2000
Le réseau Natura 2000 est un réseau écologique européen de sites naturels d'intérêt écologique élaboré à partir des Directives « Habitats » et « Oiseaux ». Ce réseau est constitué de Zones spéciales de conservation (ZSC) et de Zones de protection spéciale (ZPS). Dans les zones de ce réseau, les États membres s'engagent à maintenir dans un état de conservation favorable les types d'habitats et d'espèces concernés, par le biais de mesures réglementaires, administratives ou contractuelles. L'objectif est de promouvoir une gestion adaptée des habitats tout en tenant compte des exigences économiques, sociales et culturelles, ainsi que des particularités régionales et locales de chaque État membre. Les activités humaines ne sont pas interdites, dès lors que celles-ci ne remettent pas en cause significativement l'état de conservation favorable des habitats et des espèces concernés. Des parties du territoire communal sont incluses dans les sites Natura 2000 suivants : 
- une ZSC, la « Vallée de la Loire de Mosnes à Tavers », d'une superficie de 2 278 ha, un des sites ligériens les plus remarquables par son originalité, avec des milieux naturels incontournables tels que les habitats d'eaux courantes et stagnantes accueillant de nombreux poissons et autres animaux de l'Annexe II (Castor), les pelouses et prairies de grèves et zones inondables et les forêts alluviales[26] ;
- une ZPS, le « Vallée de la Loire du Loir-et-Cher », d'une superficie de 2 398 ha[27].

#### Zones naturelles d'intérêt écologique, faunistique et floristique
L'inventaire des zones naturelles d'intérêt écologique, faunistique et floristique (ZNIEFF) a pour objectif de réaliser une couverture des zones les plus intéressantes sur le plan écologique, essentiellement dans la perspective d'améliorer la connaissance du patrimoine naturel national et de fournir aux différents décideurs un outil d'aide à la prise en compte de l'environnement dans l'aménagement du territoire. Le territoire communal de Veuzain-sur-Loire comprend deux ZNIEFF : 
- la « Loire Blésoise » (2 380,68 ha)[29] ;
- la « Vallée de la Loire de la Gaillardière à Saugeons » (417,8 ha)[30].

#### Espaces naturels et sensibles
Dans le cadre de sa politique environnementale, le Conseil départemental labellise certains sites au patrimoine naturel remarquable, les « espaces naturels sensibles », dans le but de les préserver, les faire connaître et les valoriser. Vingt-six sites sont ainsi identifiés dans le département dont un situé sur le territoire communal : la « Terrasse de la Loire à Onzain et Veuves », constituée de milieux des terrasses de Loire.

Cartes des Znieff et zones Natura 2000.
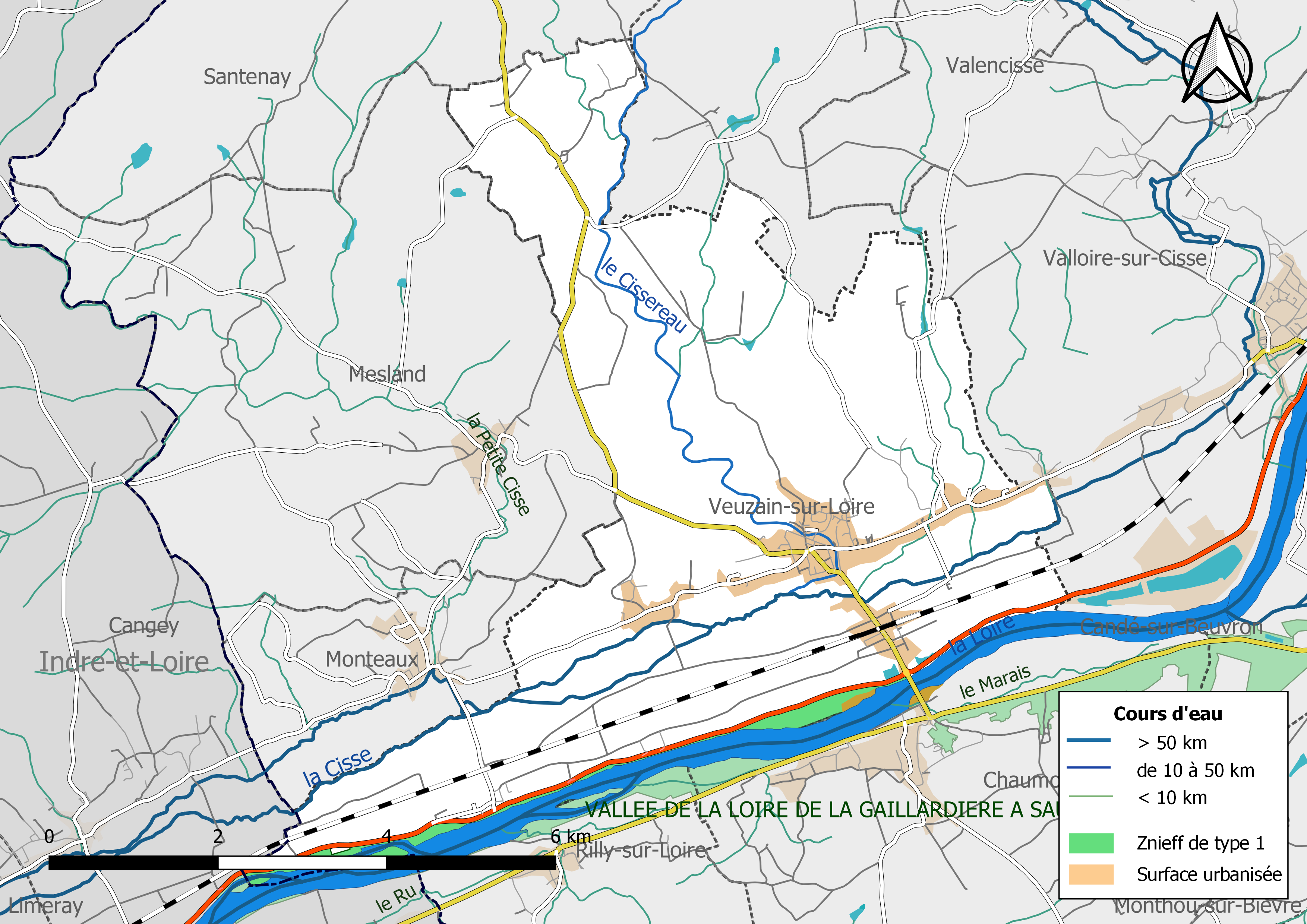
Carte des ZNIEFF de type 1 localisées sur la commune[Note 3].
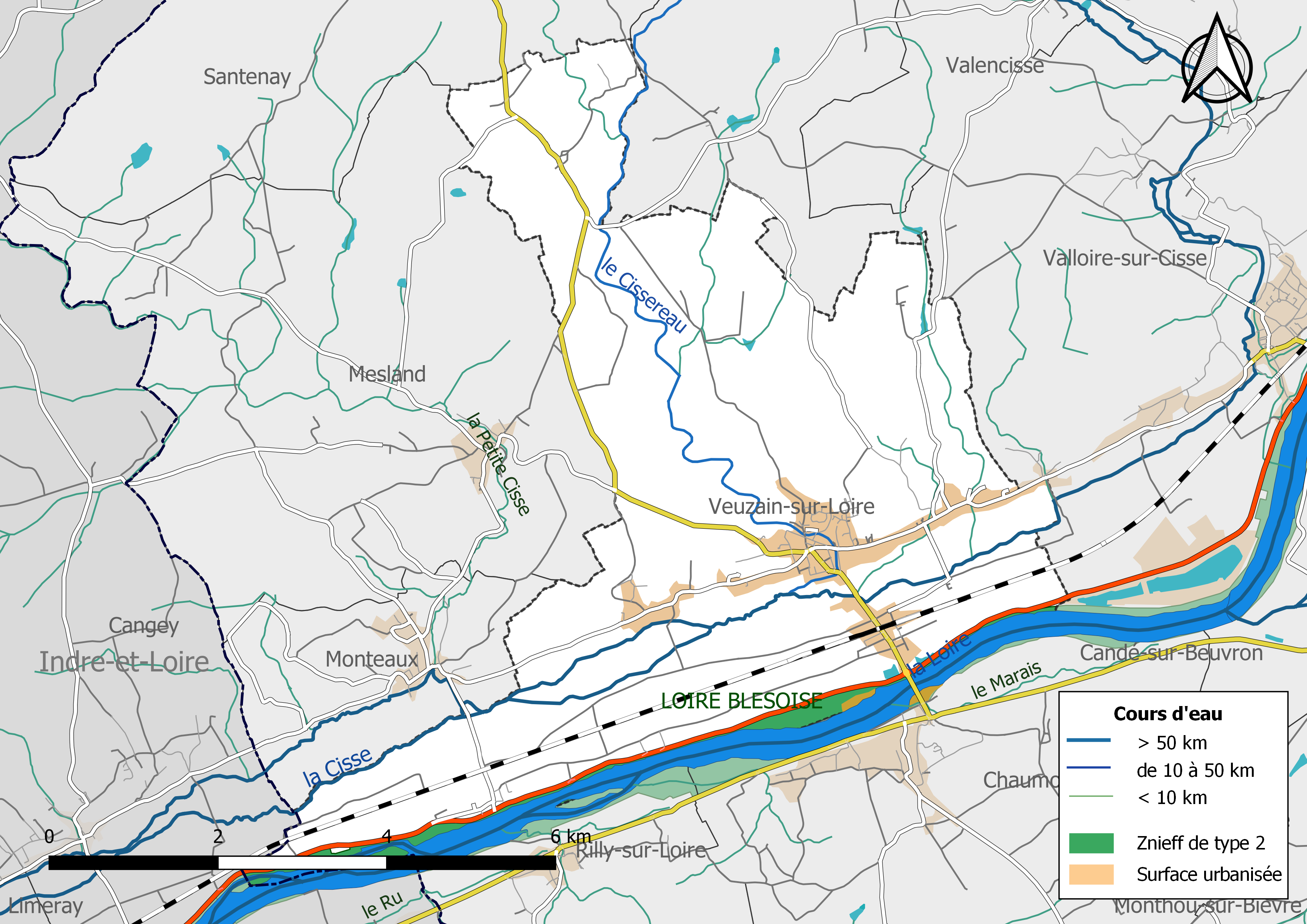
Carte des ZNIEFF de type 2 localisées sur la commune[Note 4].
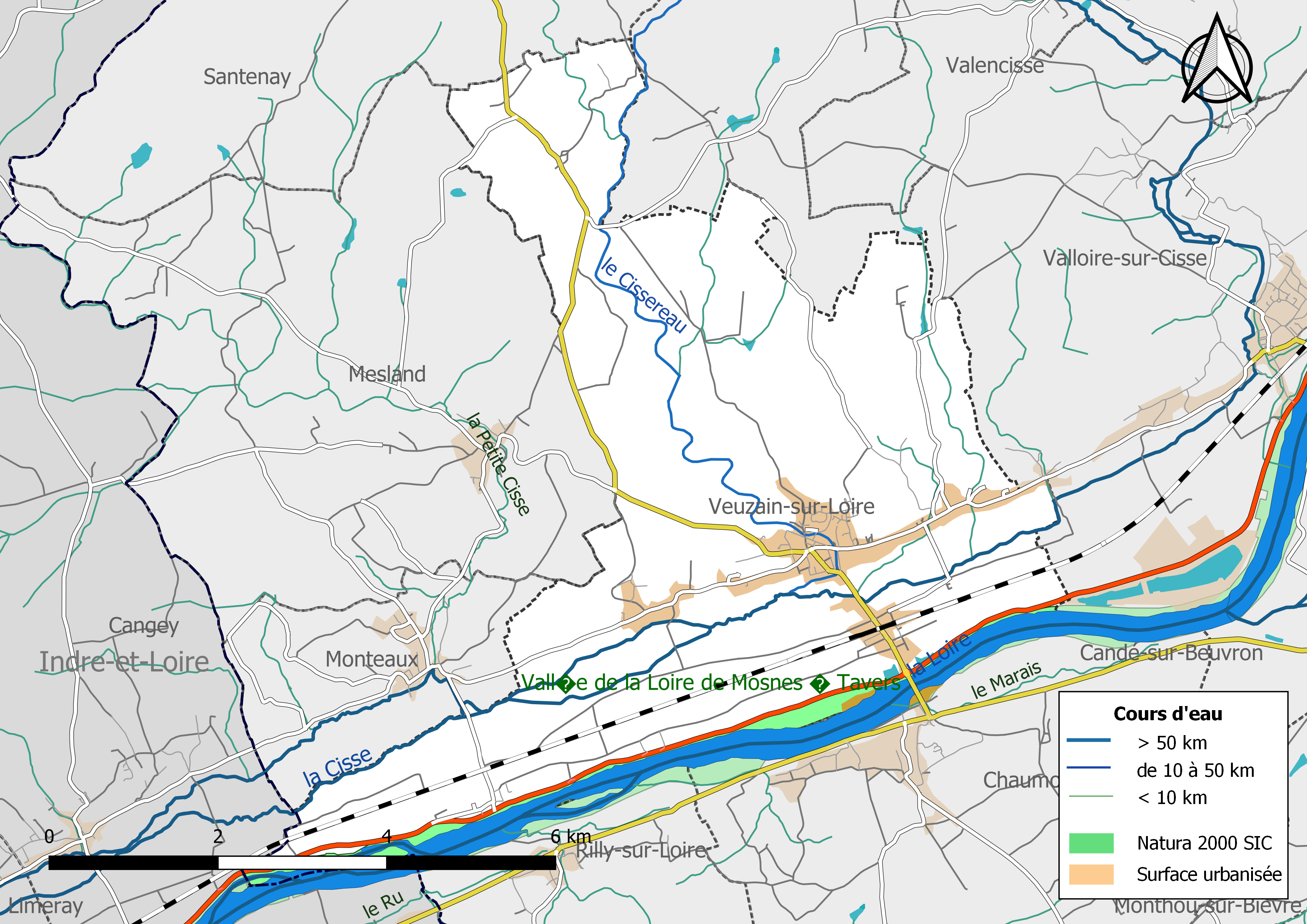
Carte de la zone Natura 2000 de type SIC localisée sur la commune.

## Urbanisme

### Typologie
Au 1er janvier 2024, Veuzain-sur-Loire est catégorisée bourg rural, selon la nouvelle grille communale de densité à sept niveaux définie par l'Insee en 2022.
Elle appartient à l'unité urbaine de Veuzain-sur-Loire, une agglomération intra-départementale regroupant trois  communes, dont elle est ville-centre,,. Par ailleurs la commune fait partie de l'aire d'attraction de Blois, dont elle est une commune de la couronne,. Cette aire, qui regroupe 78 communes, est catégorisée dans les aires de 50 000 à moins de 200 000 habitants,.

### Occupation des sols
Selon  l'Insee, Veuzain-sur-Loire est une commune urbaine. Elle appartient en effet à l'unité urbaine de Onzain et à l'aire urbaine de Blois,.
L'occupation des sols est marquée par l'importance des espaces agricoles et naturels (92,2 % sur l'ancienne commune Onzain). La répartition détaillée ressortant en 2012 sur Onzain de la base de données européenne d'occupation biophysique des sols Corine Land Cover est la suivante : 

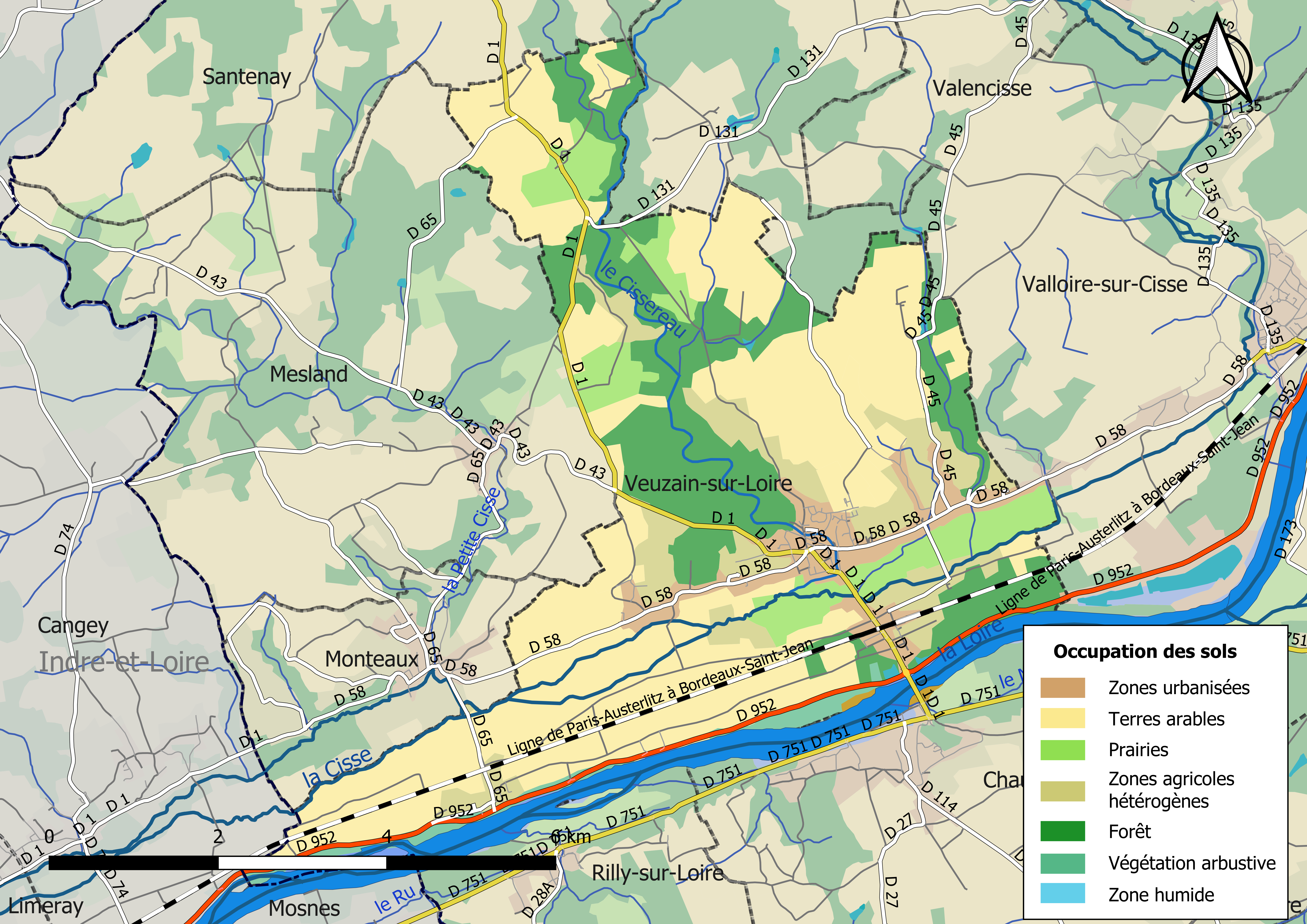
Carte des infrastructures et de l'occupation des sols de la commune en 2018 (CLC).

cultures permanentes (7 %), 
terres arables (33,7 %), 
zones agricoles hétérogènes (11,3 %), 
forêts (26,8 %), 
prairies (10,7 %), 
milieux à végétaion arbustive ou herbacée (1,8 %), 
zones urbanisées (7,3 %), 
mines, décharges et chantiers (0,5 %), 
eaux continentales (1,4 %).
Le territoire présente une identité forte autour de l'eau : le paysage est riche d'une diversité de points de vue liés aux vallées (Cisse et Loire), et d'ouvrages liés à l'eau. À l'échelle de l'unité géographique « Veuzain-sur-Loire / Chaumont-sur-Loire», qui regroupe sept communes, dont Veuzain-sur-Loire, la consommation d'espaces agricoles et naturels pour répondre aux besoins de développement a été soutenue : 81 % des aménagements (logements, équipements, entreprises) ont été réalisés sur de nouveaux terrains, soit 112 hectares entre 2002 et 2015.

### Planification
La loi SRU du 13 décembre 2000 a incité fortement les communes à se regrouper au sein d'un établissement public, pour déterminer les partis d'aménagement de l'espace au sein d'un SCoT, un document essentiel d'orientation stratégique des politiques publiques à une grande échelle. La commune est dans le territoire du  SCOT du Blésois, approuvé en 2006 et révisé en juillet 2016.
En matière de planification, la commune disposait en 2017 d'un plan local d'urbanisme en révision. Par ailleurs, à la suite de la loi ALUR (loi pour l'accès au logement et un urbanisme rénové) de mars 2014, un plan local d'urbanisme intercommunal couvrant le territoire de la Communauté d'agglomération de Blois « Agglopolys » a été prescrit le 3 décembre 2015.

### Habitat et logement
Le tableau ci-dessous présente la typologie des logements à Veuzain-sur-Loire en 2016 en comparaison avec celle du Loir-et-Cher et de la France entière. Une caractéristique marquante du parc de logements est ainsi la faible proportion des résidences secondaires et logements occasionnels (7,9 %) par rapport au département (18 %) et à la France entière (9,6 %). Concernant le statut d'occupation de ces logements, 89,4 % des habitants de la commune sont propriétaires de leur logement (89,7 % en 2011), contre 68,1 % pour le Loir-et-Cher et 57,6 pour la France entière.
|                                                         | Veuzain-sur-Loire | Loir-et-Cher | France entière |
| ------------------------------------------------------- | ----------------- | ------------ | -------------- |
| Résidences principales (en %)                           | 82,1              | 74,5         | 82,3           |
| Résidences secondaires et logements occasionnels (en %) | 7,9               | 18           | 9,6            |
| Logements vacants (en %)                                | 10,0              | 7,5          | 8,1            |

### Risques majeurs
Le territoire communal de Veuzain-sur-Loire est vulnérable à différents aléas naturels : inondations (par débordement de la Loire ou par ruissellement), climatiques (hiver exceptionnel ou canicule), feux de forêts, mouvements de terrains ou sismique (sismicité très faible). 
Il est également exposé à un risque technologique :  le transport de matières dangereuses,.

#### Risques naturels

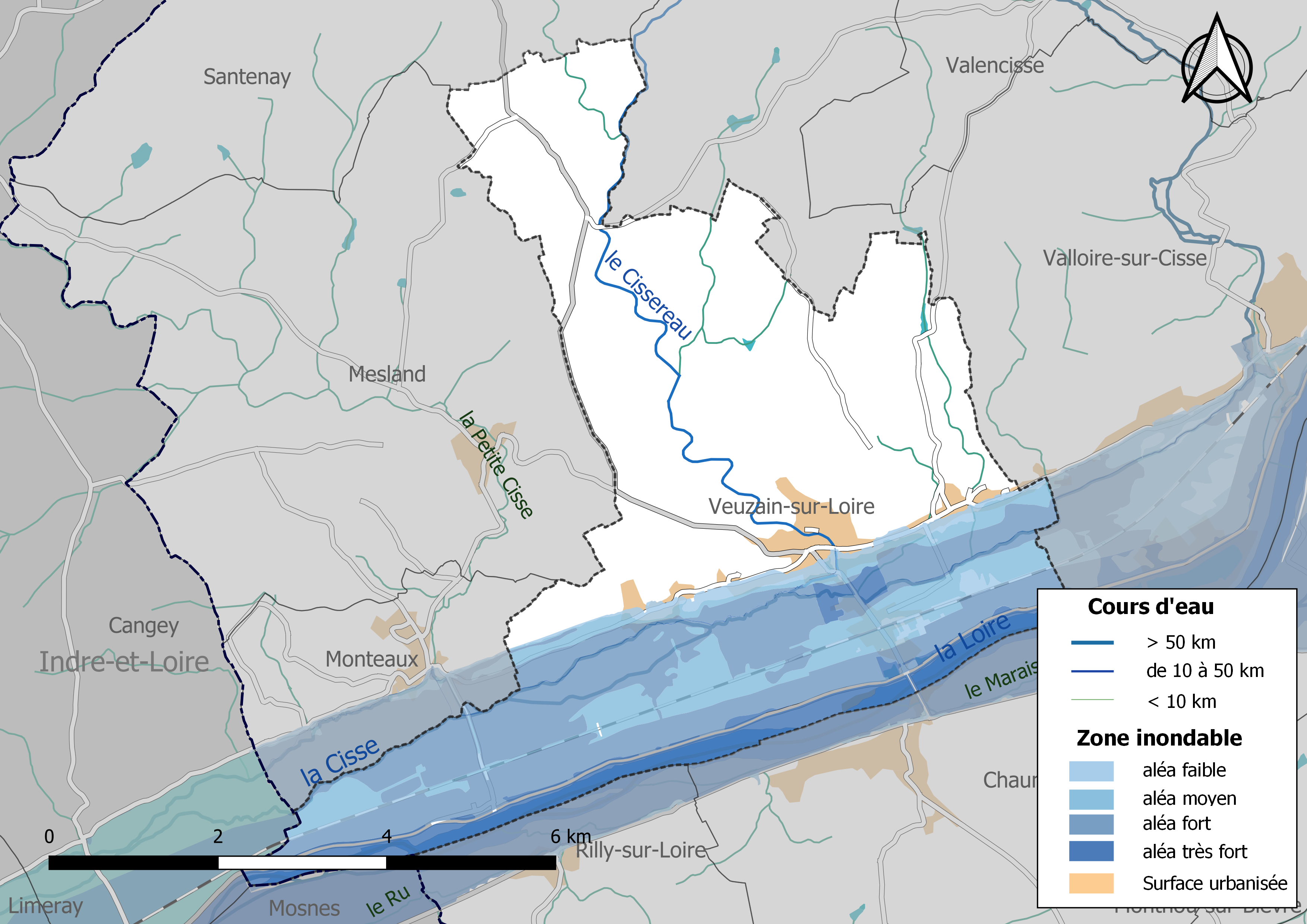
Zones inondables de la commune de Veuzain-sur-Loire.

Les mouvements de terrains susceptibles de se produire sur la commune sont soit des mouvements liés au retrait-gonflement des argiles, soit des glissements de terrains. Le phénomène de retrait-gonflement des argiles est la conséquence d'un changement d'humidité des sols argileux. Les argiles sont capables de fixer l'eau disponible mais aussi de la perdre en se rétractant en cas de sécheresse. Ce phénomène peut provoquer des dégâts très importants sur les constructions (fissures, déformations des ouvertures) pouvant rendre inhabitables certains locaux. La carte de zonage de cet aléa peut être consultée sur le site de l'observatoire national des risques naturels Georisques.
En Loir-et-Cher, les crues de la Loire représentent des volumes d'eau et des débits quatre à cinq fois supérieurs à ceux du Cher et du Loir : la superficie des zones et l'ampleur des dégâts peuvent être considérables. Les crues historiques sont celles de 1846 (6,60 m à l'échelle de Blois), 1856 (6,78 m), 1866 (6,70 m), 1907 (5,63 m) et 2003 (3,78 m). Le débit maximal historique est de 5 100 m3/s (crue de 1846) et caractérise une crue de retour centennal. Le risque d'inondation est pris en compte dans l'aménagement du territoire de la commune par le biais du Plan de prévention du risque inondation (PPRI) de la Loire aval.

#### Risques technologiques
Le risque de transport de marchandises dangereuses sur la commune est lié à sa traversée par une route à fort trafic et une ligne de chemin de fer. Un accident se produisant sur de telles infrastructures est en effet susceptible d'avoir des effets graves au bâti ou aux personnes jusqu'à 350 m, selon la nature du matériau transporté. Des dispositions d'urbanisme peuvent être préconisées en conséquence.

## Toponymie
Créée en 2017, Veuzain-sur-Loire est un mot-valise composé à partir du nom de ses communes déléguées : Veuves (apocope) et Onzain (aphérèse).
Le choix du l'ajout du suffixe hydronymique « sur-Loire » rappelle le lien entre les deux communes.

## Histoire

### Avant 2017
Veuzain-sur-Loire est la fusion des communes aujourd'hui déléguées de :
- Onzain, qui s'est progressivement développée depuis le XIXe siècle et l'ouverture du domaine privé de son ancien château, ancienne demeure secondaire de seigneurs voisins de Bury[53],
- Veuves, un petit village traditionnel des bords de Loire.

#### Événements communs aux deux communes déléguées
Depuis 1846, les deux communes sont traversées par la ligne ferroviaire de Paris à Bordeaux. Néanmoins, bien que le train inaugural s'est arrêté en gare d'Onzain (le 26 mars), celle de Veuves n'a été ouverte que 30 ans plus tard, en 1876.

## Politique et administration

### Conseil municipal
De la constitution de la commune nouvelle en 2017 jusqu'aux élections municipales de 2020, le conseil municipal de Veuzain-sur-Loire était constitué de l'ensemble des conseillers municipaux des deux anciennes communes. Un nouveau maire, Pierre Olaya, est élu début 2017. Les maires des deux anciennes communes sont alors devenus maires délégués de chacune d'elles, jusqu'en 2020.
| Nom            | Code Insee | Intercommunalité    | Superficie (km2) | Population (dernière pop. légale) | Densité (hab./km2) |
| -------------- | ---------- | ------------------- | ---------------- | --------------------------------- | ------------------ |
| Onzain (siège) | 41167      | CA Blois-Agglopolys | 29,89            | 3 456 (2014)                      | 116                |
| Veuves         | 41272      | CA Blois-Agglopolys | 8,07             | 219 (2014)                        | 27                 |

### Liste des maires
| Période         | Période  | Identité     | Étiquette | Qualité  |
| --------------- | -------- | ------------ | --------- | -------- |
| 10 janvier 2017 | En cours | Pierre Olaya | SE        | Retraité |

## Équipements et services

### Eau et assainissement
L'organisation de la distribution de l'eau potable, de la collecte et du traitement des eaux usées et pluviales relève des communes. La compétence eau et assainissement des communes est un service public industriel et commercial (SPIC).

#### Alimentation en eau potable
Le service d'eau potable comporte trois grandes étapes : le captage, la potabilisation et la distribution d'une eau potable conforme aux normes de qualité fixées pour protéger la santé humaine. En 2019, la commune est membre du syndicat intercommunal d'adduction d'eau potable du  Val de Cisse qui assure le service en le délégant à une entreprise privée,  dont le contrat arrive à échéance le 30 juin 2022.

#### Assainissement des eaux usées
En 2019, la gestion du service d'assainissement collectif de la commune de Veuzain-sur-Loire est assurée par la communauté d'agglomération Agglopolys qui a le statut de régie à autonomie financière.
Quatre stations de traitement des eaux usées sont en service au 1er janvier 2019 sur le territoire communal : 
- « Rue De La République », un équipement utilisant la technique de l'aération par boues activées, avec prétraitement, dont la capacité est de 5 900 EH , mis en service le 1er janvier 1976[62] ;
- « Vauliard », un équipement utilisant la technique des filtres plantés, dont la capacité est de 180 EH , mis en service le 1er septembre 2010[63] ;
- « Gare Sncf », un équipement utilisant la technique du lagunage naturel, dont la capacité est de 270 EH , mis en service le 1er juin 1989[64] ;
- « Span », un équipement utilisant la technique de l'aération par boues activées, dont la capacité est de 4 600 EH[65].

L'assainissement non collectif (ANC) désigne les installations individuelles de traitement des eaux domestiques qui ne sont pas desservies par un réseau public de collecte des eaux usées et qui doivent en conséquence traiter elles-mêmes leurs eaux usées avant de les rejeter dans le milieu naturel. La Communauté d'agglomération de Blois « Agglopolys » assure pour le compte de la commune le service public d'assainissement non collectif (SPANC), qui a pour mission de vérifier la bonne exécution des travaux de réalisation et de réhabilitation, ainsi que le bon fonctionnement et l'entretien des installations.

### Sécurité, justice et secours
La sécurité de la commune est assurée par la brigade de gendarmerie de Veuzain-sur-Loire qui dépend du groupement de gendarmerie départementale de Loir-et-Cher installé à Blois.
En matière de justice, Veuzain-sur-Loire relève du conseil de prud'hommes de Blois, de la Cour d'appel d'Orléans (juridiction de Blois), de la Cour d'assises de Loir-et-Cher, du tribunal administratif de Blois, du tribunal de commerce de Blois et du tribunal judiciaire de Blois.

## Population et société

### Démographie
L'évolution du nombre d'habitants est connue à travers les recensements de la population effectués dans la commune depuis sa création.

En 2022, la commune comptait 3 327 habitants, en évolution de −6,44 % par rapport à 2016 (Loir-et-Cher : −1,15 %, France hors Mayotte : +2,11 %).
| 2015  | 2016  | 2017  | 2022  |
| ----- | ----- | ----- | ----- |
| 3 610 | 3 556 | 3 503 | 3 327 |

## Économie
Il convient de se reporter aux articles consacrés aux anciennes communes fusionnées.

## Culture locale et patrimoine

### Patrimoine mondial de l'Unesco
Le 30 novembre 2000, le Val de Loire, dans son cours moyen de Sully-sur-Loire (Loiret) à Chalonnes-sur-Loire (Maine-et-Loire), est inscrit sur la liste du patrimoine mondial de l'UNESCO comme « paysage culturel ». Cette inscription reconnaît au site une « valeur universelle exceptionnelle » fondée sur la densité de son patrimoine monumental, architectural et urbain, l'intérêt du paysage fluvial et la qualité exceptionnelle d'expressions paysagères héritées de la Renaissance et du Siècle des Lumières. Toute altération de la V.U.E. est considérée comme une perte pour la mémoire de l'Humanité. 
Veuzain-sur-Loire fait partie des vingt-six communes de Loir-et-Cher dont le territoire est dans le périmètre inscrit,.
Un plan de gestion pour le Val de Loire patrimoine mondial couvrant les quatre départements concernés par le périmètre inscrit a été adopté le 15 novembre 2012 par le préfet de la région Centre, coordonnateur du site. L'État et les collectivités territoriales, dont les communes, au titre de leurs compétences en matière de patrimoine et d'urbanisme, ou encore de leurs politiques socioéconomiques et d'aménagement du territoire, s'engagent à mettre en place les moyens d'identification, de protection, de conservation et de mise en valeur de ce paysage culturel vivant.

### Lieux et monuments

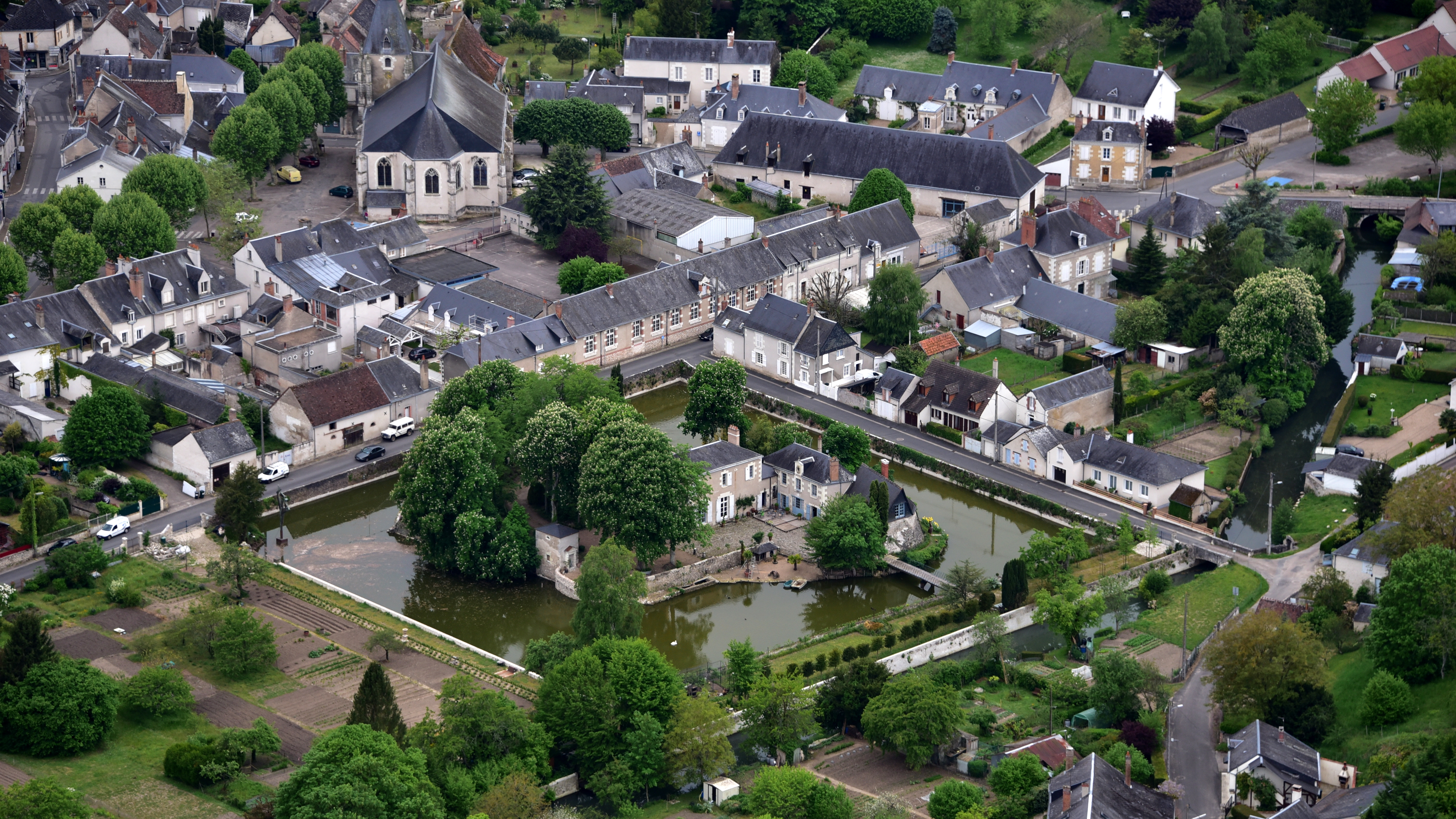
Le château d'Onzain.

- Le château d'Onzain, héritage matériel des seigneurs de Bury,  Inscrit MH (2014, jardin potager ; installation hydraulique ; site archéologique)[75].

### Monuments religieux
Veuzain-sur-Loire comprend naturellement les églises de ses communes déléguées :
- l'église Saint-Gervais-et-Saint-Protais (Onzain, XVe siècle),
- l'église Saint-Vincent (Veuves, XIe siècle), célèbre pour ses vitraux représentant des vikings.